# Bufo sumatranus
Bufo sumatranus är en groddjursart som beskrevs av Peters 1871. Bufo sumatranus ingår i släktet Bufo och familjen paddor. Inga underarter finns listade.